# 大宁多夫
大宁多夫是德国石勒苏益格－荷尔斯泰因州的一个市镇。总面积10.68平方公里，总人口669人，其中男性349人，女性320人（2011年12月31日），人口密度63人/平方公里。